# Mosaïque de paille

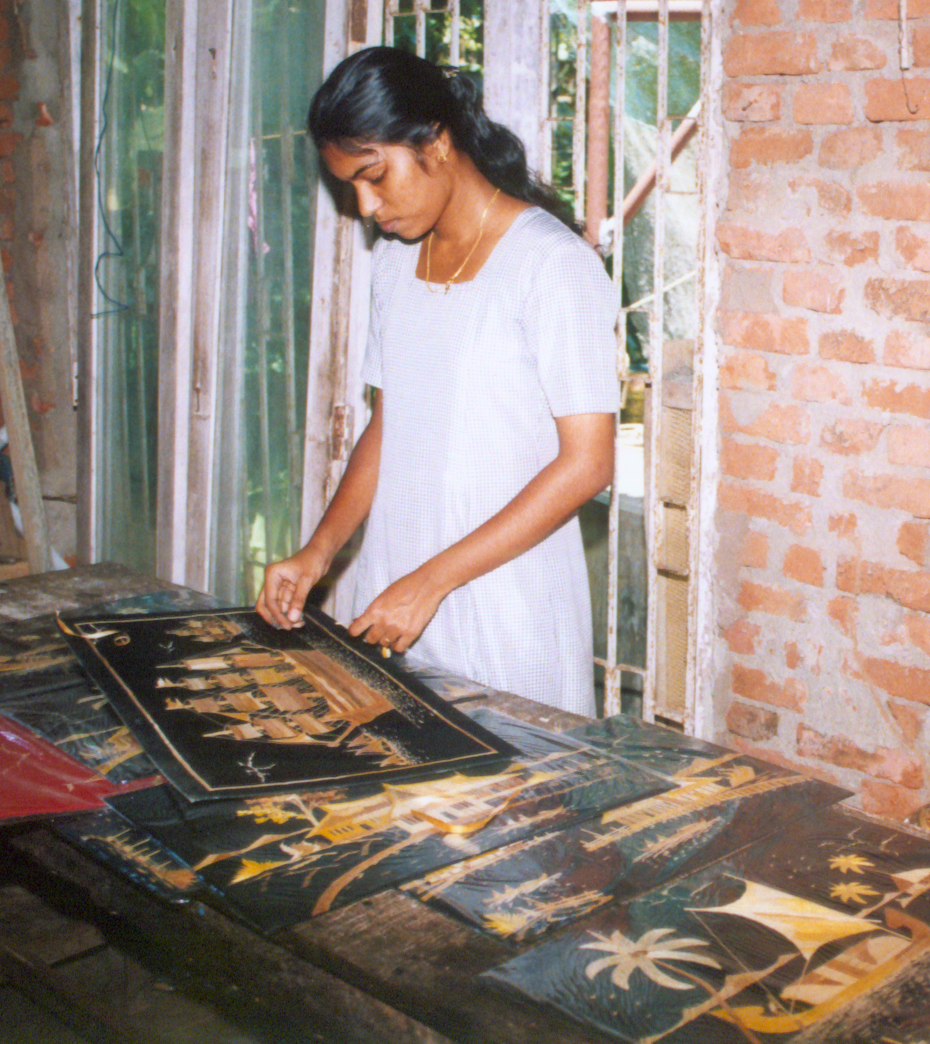

Les peintures de paille sont des objets d'artisanat fabriqués en façonnant la paille en motifs et en images de représentation.
En modelant et en jouant avec de la paille, des personnes, en particulier des femmes, ont commencé à tisser de la paille pour en faire des objets d'art. Au fil du temps, elles ont acquis une plus grande habileté dans le travail et, il y a un siècle, ont créé un art très spécifique, l'art de tisser la paille en images en combinant les couleurs et les nuances naturelles de l'avoine, de l'orge, du seigle, du blé et d'autres herbes. Ces « peintures » sont devenues une spécialité de la Chine, du Mexique et de Subotica en Serbie et dans ses environs.

## Chine
Le patchwork de paille est un art populaire chinois qui remonte à la dynastie des Han et qui s'est développé pendant la dynastie Sui. Au cours de la dynastie Song, la royauté aimait le patchwork de paille. La paille de blé est fumée, blanchie à la vapeur, teintée, coupée et modifiée selon une myriade de procédures permettant de réaliser des œuvres de représentation délicates. Aujourd'hui, le patchwork de paille de blé est un art décoratif et un objet de prédilection des touristes en Chine.

## Mexique et sud de la Californie
Au Mexique, les mosaïques en paille sont appelées « art popotillo », du nom espagnol de l’herbe sacaton, Sporobolus, ou popote de cambray. La forme d'art a des racines précolombiennes.
L'herbe pousse dans les États de Mexico, Morelos, Hidalgo et Puebla. La ville de Mexico est le centre de l'art popotillo et plusieurs artistes primés y ont créé un atelier, « Popotillo y Color ». Bien que courant du XIXe siècle, l'art popotillo jouit de la plus grande popularité dans les années 1930 et 1940 à Mexico. Des ateliers Popotillo sont proposés à Los Angeles, en Californie, par Francisco J Fraide.
L'herbe est teinte à la main. Avant le contact avec l'Europe, des colorants exclusivement naturels sont utilisés et la paille est trempée dans du jus d'aguamiel ou d'agave. Ensuite, l'artiste réalise un dessin qui est ensuite recouvert d'une fine couche de cire de Campeche, un type spécial de cire d'abeille. La paille est ensuite coupée à des dimensions pouvant être travaillées, parfois jusqu'à un millimètre de longueur. L'artiste presse ensuite soigneusement les morceaux de paille dans la cire d'abeille. Lorsque la conception est terminée, un fixatif est appliqué pour protéger le travail fini.

## Voir également
- Marqueterie de paille